# Bussard (Einheit)
Der Bussard oder die Busse war eines der neun regional genutzten Fassarten in Frankreich. Sein Volumen entsprach etwa dem des Barrique. Es wurde in Anjou, Mayenne, Sarthe und Poitou für die Aufbewahrung von Eau de vie und Wein verwendet.
Das Volumen eines Bussard schwankte.
1 Bussard entsprach:
- 32 bis 35 Velte also etwa 243 bis 266 l in Anjou (1840)
- 30,5 Velte in Saumur was 232,09 l entsprach (1840)[2]

Das Werk Nouveau manuel complet du tonnelier et du jaugeage, contenant la fabrication des tonneaux von 1875 unterscheidet allerdings Bussard und Busse nach Größe und gibt die Größe des Bussard mit 350 l an während die Busse von Cognac und Saumur deutlich kleiner sind (210 und 232 l). Dort wird das Bussard von Anjou mit 251 l angegeben aber als Busse bezeichnet.
1 Bussard entsprach außerdem 216 Pariser Pinten (1809).
Das Volumen des Bussard war die Hälfte der Pipe und in Orleans, Blois und Dijon entsprach er etwa einer halben Queue, das war ¾ des Muids.